# Sandbankhai
Der Sandbankhai (Carcharhinus plumbeus) ist eine Art der Gattung Carcharhinus innerhalb der Requiemhaie (Carcharhinidae). Das Verbreitungsgebiet des Sandbankhais zieht sich entlang der Küsten verschiedener tropischer und warm-gemäßigter Meeresgebiete des Pazifischen, Indischen und Atlantischen Ozeans, wobei er auch im Mittelmeer regelmäßig angetroffen wird.

## Aussehen und Merkmale
Der Sandbankhai ist ein relativ großer und kompakt gebauter Hai mit einer durchschnittlichen Größe von 200 bis 220 cm und einer Maximallänge von etwa 240 cm. Er hat eine grau-braune Rückenfärbung ohne auffällige Zeichnung und einen weißen Bauch.
Er besitzt eine Afterflosse und zwei Rückenflossen. Die erste Rückenflosse ist vergleichsweise groß und aufrecht, sie liegt hinter oder direkt über dem hinteren Ansatz der Brustflossen. Ein Interdorsalkamm ist vorhanden. Die 2. Rückenflosse ist deutlich kleiner ausgebildet. Die Brustflossen sind relativ groß und breit. Wie alle Arten der Gattung besitzen die Tiere fünf Kiemenspalten und haben kein Spritzloch.

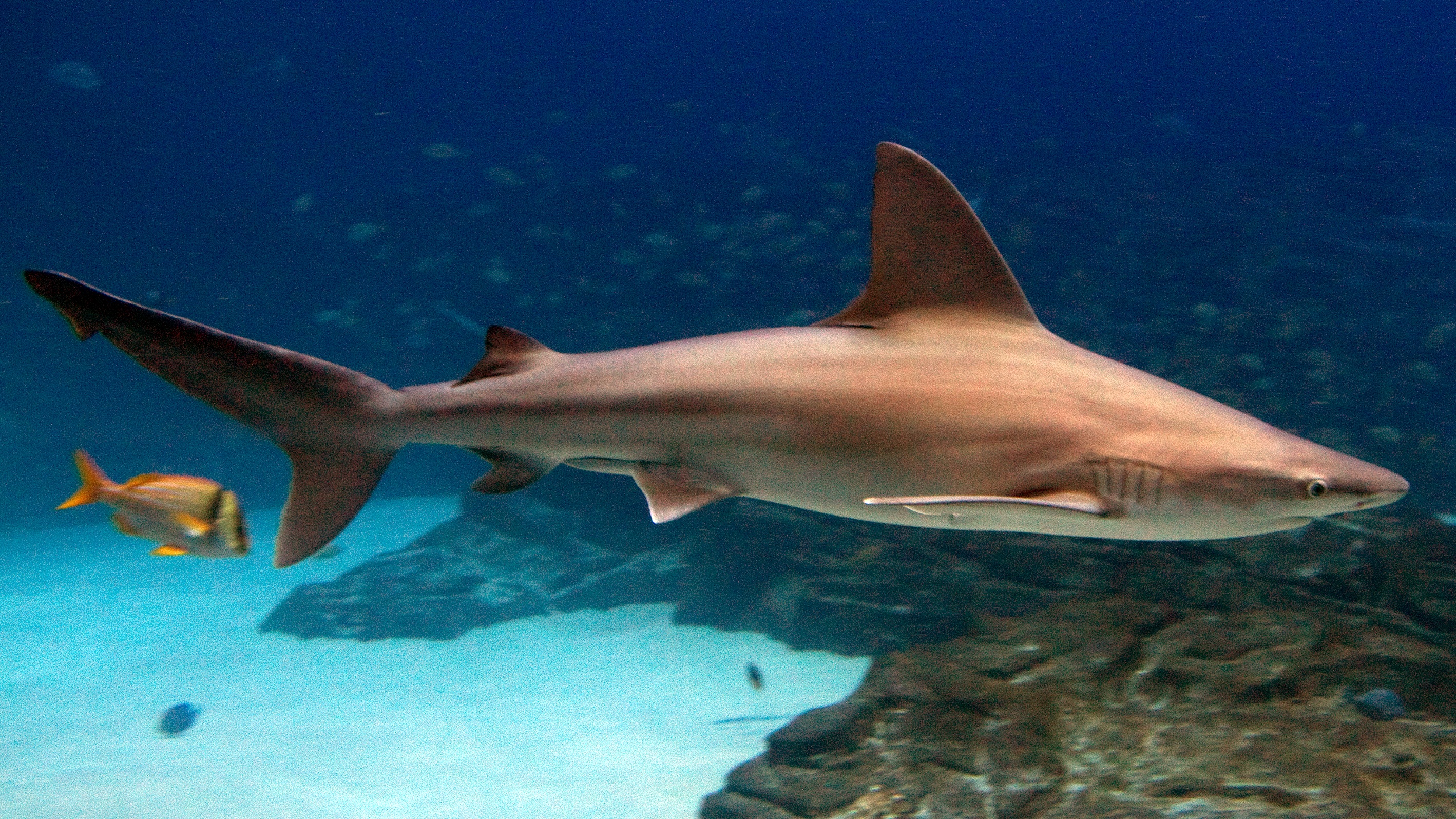
Sandbankhai

## Lebensweise
Der Sandbankhai ist wahrscheinlich vor allem nachtaktiv und lebt in Küstennähe im Bereich des Kontinentalschelfs sowie an Inselsockeln in Tiefen von bis zu 280 m, vor allem in der Bodenregion. Dabei kommt er auch häufig in Buchten, Flussmündungen oder Hafenregionen vor, meidet jedoch flache Strände und Riffgebiete. Die Tiere wandern teilweise periodisch im Sommer in kühlere Gewässer und im Winter zurück in wärmere Gebiete in großen Schulen, dabei wandern Männchen häufig früher und tiefer als Weibchen. Andere Populationen leben stationär, beispielsweise in der Meeresregion um Hawaii.

### Ernährung
Der Sandbankhai ernährt sich räuberisch von einem großen Spektrum verschiedener Beutetiere, vor allem von verschiedenen Knochenfischen wie Sardinen, Heringen, Plattfischen sowie kleineren Haiarten (Scharfnasenhaie, Dornhaie).

### Fortpflanzung
Die Weibchen der Sandbankhaie sind wie andere Arten der Gattung lebendgebärend und bilden eine Dottersack-Plazenta aus (plazental vivipar). Sie  bringen - abhängig von der Größe des Muttertiers - 5 bis 12 Jungtiere zur Welt. Die Tragzeiten unterscheiden sich dabei je nach Region und Population: so dauert sie etwa 9 Monate im Bereich um Florida und 11 bis 12 Monate vor Südafrika und im südchinesischen Meer. Die Junghaie haben eine Größe von etwa 55 bis 75 Zentimetern und werden in Küstennähe zur Welt gebracht. Die Geschlechtsreife erreichen die sehr langsam wachsenden Tiere bei einer Länge von ungefähr 130 bis 180 cm.

## Verbreitung

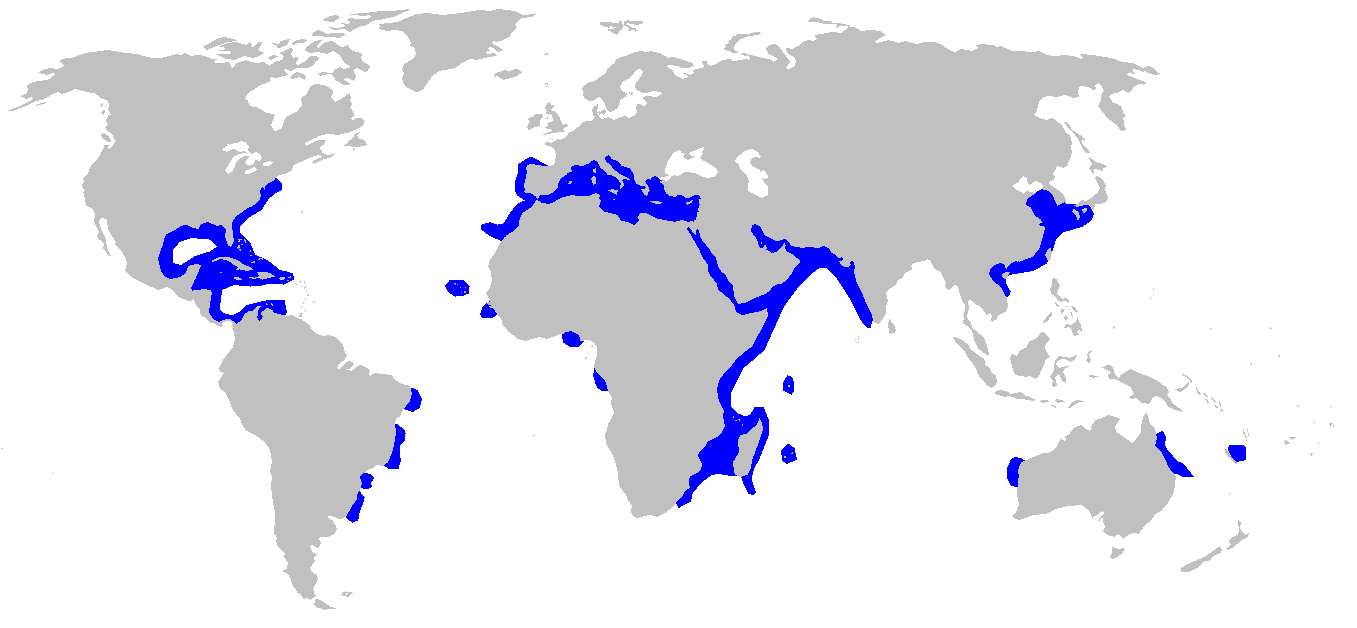
Verbreitungsgebiete des Sandbankhais

Das Verbreitungsgebiet des Sandbankhais zieht sich entlang der Küsten verschiedener tropischer und warm-gemäßigter Meeresgebiete des Pazifischen, Indischen und Atlantischen Ozeans. So kommt er im westlichen Atlantik vor den Küsten der USA vom südlichen Massachusetts bis Florida, an den Bahamas, bei Kuba, im Golf von Mexiko sowie entlang der mittel- und südamerikanischen Küste über Nicaragua, Costa Rica, Venezuela bis zum südlichen Brasilien vor. An der afrikanischen Küste ist er im Bereich des Senegal, von Zaire, Südafrika, Mosambik und Tansania anzutreffen. Außerdem lebt er vor Madagaskar, im Roten Meer, um die Seychellen und Mauritius sowie im westlichen Pazifik von China und Japan über Indonesien bis nach Australien. Auch vor den Inseln von Hawaii ist dieser Hai anzutreffen.
Im gesamten Mittelmeer ist der Sandbankhai regelmäßig anzutreffen, seine Fortpflanzungsgebiete liegen vor allem in der Adria und im Ionischen Meer.

## Gefährdung
Der Sandbankhai wird in der Roten Liste gefährdeter Tierarten der IUCN als „stark gefährdet“ (Endangered) eingestuft. Die Hauptgefährdung geht dabei von der Fischerei aus, bei der der Sandbankhai häufig gezielt befischt oder als Beifang gefangen wird.

## Belege
1. ↑  de Maddalena & Bänsch 2005; Seiten 201–203
2. ↑  Carcharhinus plumbeus in der Roten Liste gefährdeter Arten der IUCN 2020. Eingestellt von: Shark Specialist Group, 2000. Abgerufen am 08. Januar 2024..